# GEOnet Names Server
Der GEOnet Names Server ist eine Datenbank der National Geospatial-Intelligence Agency (NGA; deutsch Nationale Agentur für Geographische Aufklärung) der Streitkräfte der USA.

## Verwendung
Die Nutzung der Datenbank steht jedermann frei und kann sowohl für militärische als auch zivile Zwecke erfolgen. So können den Daten des CIA World Factbook jeweils die geographischen Erdkoordinaten zugeordnet und in elektronischem Kartenmaterial eingezeichnet werden.
Im Rahmen der Projekte von Dritten ist es möglich, sich eine beschränkte GIS-Datenbasis herunterzuladen. Dabei handelt es sich um zip-komprimierte tab-separierte Textdateien, wobei die gesamte Datenbank über 10 Millionen Einträge von etwa sechs Millionen Namen und Territorien außerhalb der USA enthält, einschließlich deren Geokoordinaten, Typ, administrativer Zuordnung und Größenangabe. Die Felder lassen sich leicht in ein relationales Datenbanksystem einlesen.
Die Genauigkeit der Daten ist beschränkt, ein Großteil ist auf Bogenminuten gerundet. Die Beschreibung beim NGA besagt selbst, dass es sich nur um ungefähre Angaben handelt, die zum Auffinden der Objekte dienen soll. Das Koordinatensystem stützt sich auf WGS84, das auch für GPS verwendet wird.